# Lukaian Baptista
Lukaian Baptista, mais conhecido apenas por Lukaian (São Paulo, 7 de abril de 1983) é um jogador de futsal brasileiro. Atualmente, defende a equipe do Kairat Almaty e a Seleção Brasileira de Futsal.